# NGC 1378
NGC 1378 је двојна звезда у сазвежђу Пећ која се налази на NGC листи објеката дубоког неба.
Деклинација објекта је - 35° 12' 40" а ректасцензија 3h 35m 58,2s. Привидна величина (магнитуда) објекта NGC 1378 износи 12,4. NGC 1378 је још познат и под ознакама ESO 358-**30.